# 怀特菲尔德 (俄克拉何马州)
怀特菲尔德（英語：Whitefield）是美国奧克拉荷馬州哈斯克爾縣的一个城镇，在2000年人口普查中的人口为231人。